# لیبورن (ویرجینیای غربی)
لیبورن (به انگلیسی: Lyburn) یک منطقهٔ مسکونی در ایالات متحده آمریکا است که در شهرستان لوگان، ویرجینیای غربی واقع شده‌است.